# Weishaupt (Unternehmen)
Die Max Weishaupt SE ist ein 1932 von Max Weishaupt begründetes mittelständisches Familienunternehmen der Feuerungstechnik in Schwendi im Landkreis Biberach in Oberschwaben.

## Unternehmen

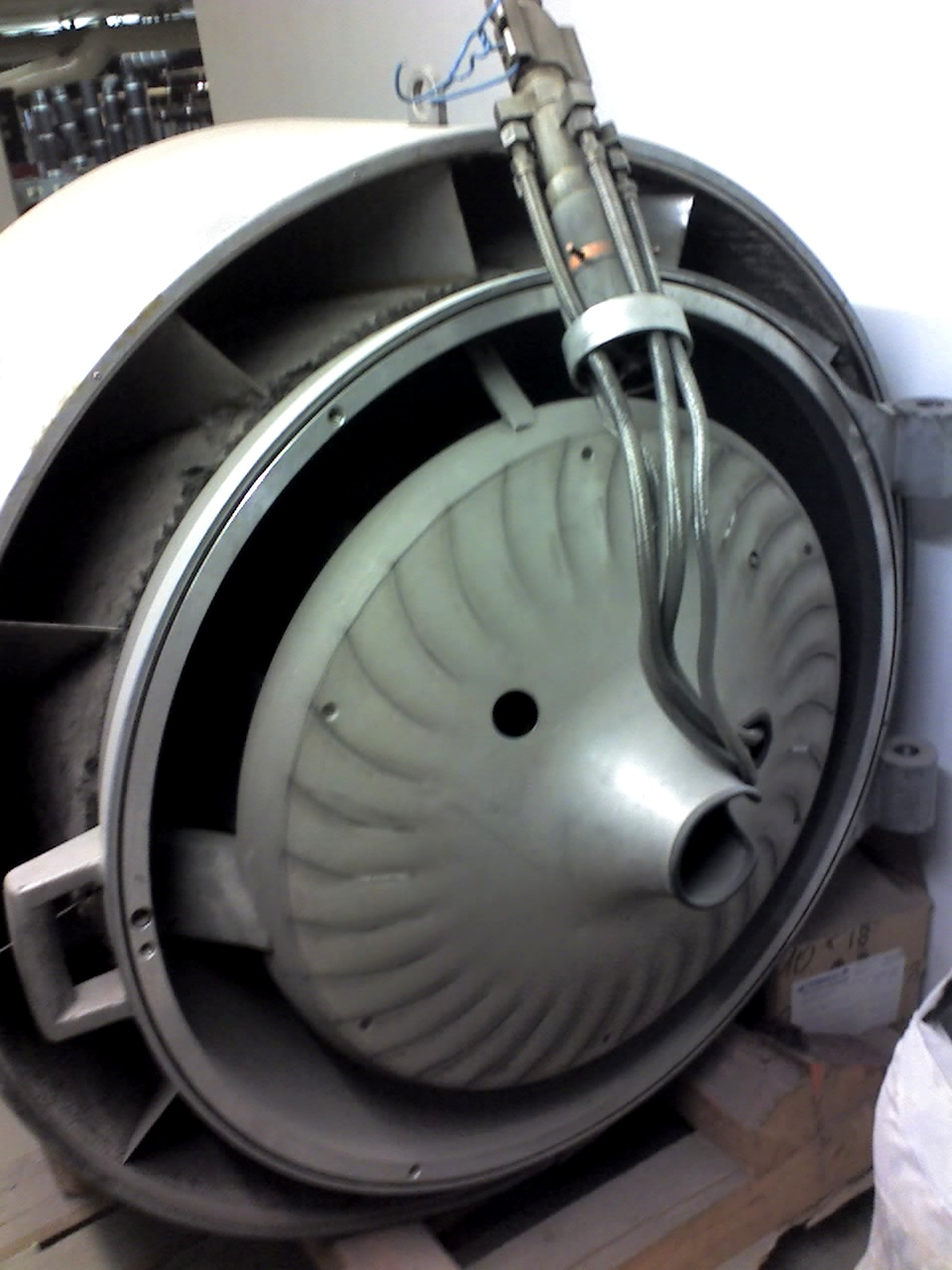
Brenner von Weishaupt für einen Flammrohrrauchrohrkessel

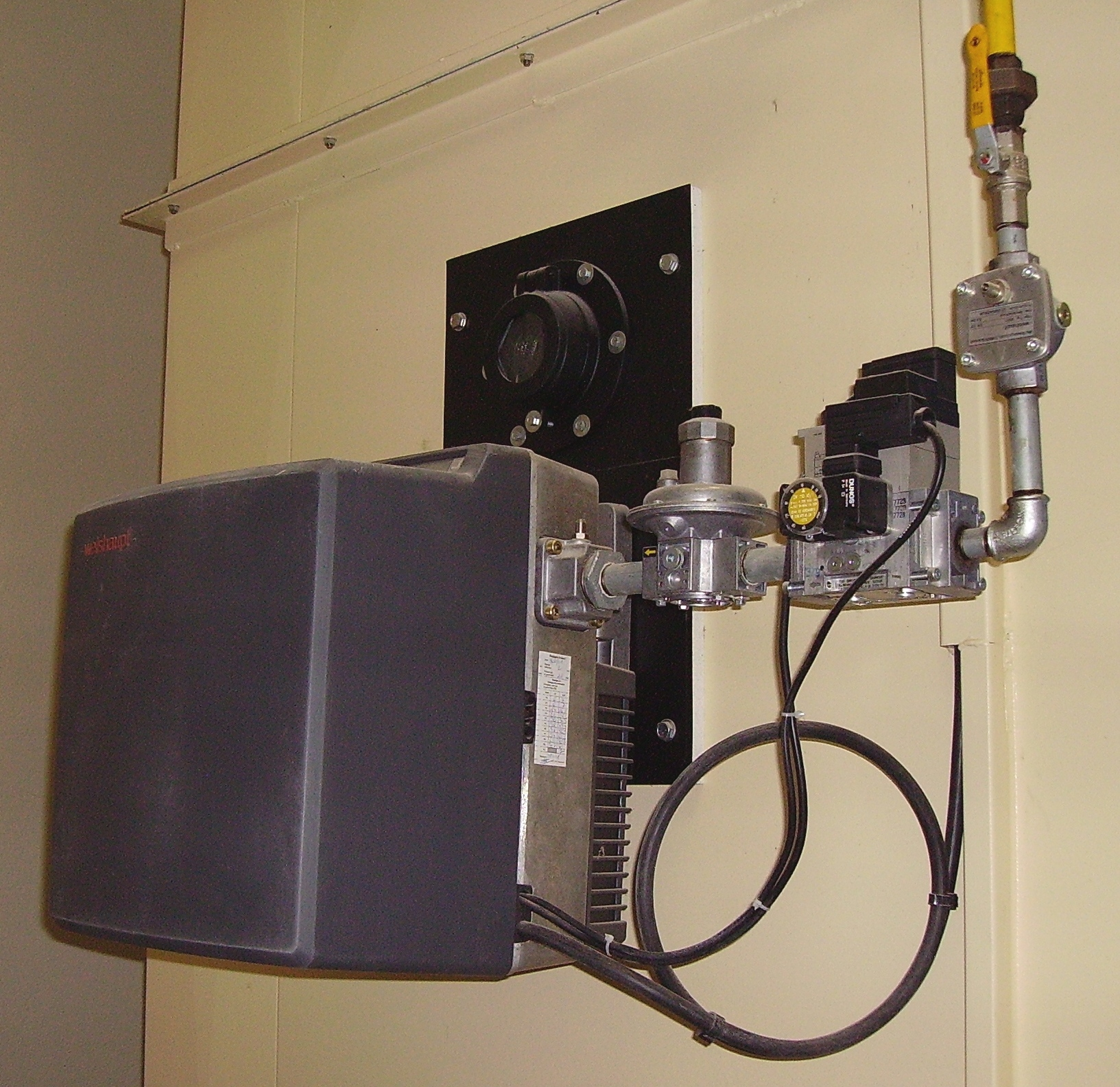
Gasbrenner von Weishaupt

Am Stammsitz in Schwendi arbeiteten knapp 1000 Mitarbeiter, die übrigen verteilen sich auf 30 Niederlassungen in Deutschland und 23 Tochtergesellschaften weltweit.
Dabei ist die Weishaupt SE Teil der größeren Weishaupt-Gruppe. Diese gliedert sich in folgende Bereiche:
- Weishaupt: Spezialisiert ist Weishaupt auf die Herstellung von Brennern, Heizsystemen, Wärmepumpen, Solarsystemen sowie Wassererwärmern. Bei Brennern erreicht Weishaupt mittlerweile eine Maximalleistung von 32 MW.

- Neuberger: Seit 1995 Teil der Weishaupt-Gruppe. Fokus auf Energie-Management und Gebäudeautomation sowie Reinraumtechnik und Prozesstechnik.

- BauGrund Süd: Seit 2009 Teil der Weishaupt-Gruppe.[4] Fokus auf Energiegewinnung mittels oberflächennaher Geothermie.

## Produkte
Den Ruf des Unternehmens begründete der „Monarch-Brenner“, der in überarbeiteter Form noch heute angeboten wird. Folgende Produkte wurden mehrfach für ihr gutes Design ausgezeichnet:
- 2005: red dot design award, Sparte product design, für Weishaupt Brenner Typenreihe W
- 2006: red dot design award, Sparte product design, für WM-G10 Gasbrenner
- 2018: German Design Award, Excellent Product Design/Energy, für Gas-Brennwertgerät WTC-GW B
- 2022: German Design Award, Excellent Product Design/Energy, für Luft/Wasser-Wärmepumpe Biblock WBB 12

## Weishaupt-Forum
In den Jahren 1989 bis 1992 wurde auf dem Werksgelände der Firma Weishaupt das „Weishaupt-Forum“ gebaut, ein preisgekröntes Gebäude des New Yorker Architekten Richard Meier. Es dient als zentrales Schulungs-, Ausstellungs- und Sozialgebäude des Unternehmens.